# ليز يبرش
ليز يبرش (بالإنجليزية: Liz Burch)‏ هي ممثلة أسترالية، ولدت في 18 أكتوبر 1954 في سيدني في أستراليا.

## وصلات خارجية
- ليز يبرش على موقع IMDb (الإنجليزية)
- ليز يبرش على موقع ألو سيني (الفرنسية)
- ليز يبرش على موقع قاعدة بيانات الفيلم (الإنجليزية)
- ليز يبرش على موقع كينوبويسك (الروسية)